# Bowling Green (Florida)
Bowling Green is een plaats (city) in de Amerikaanse staat Florida, en valt bestuurlijk gezien onder Hardee County.

## Demografie
Bij de volkstelling in 2000 werd het aantal inwoners vastgesteld op 2892.
In 2006 is het aantal inwoners door het United States Census Bureau geschat op 2961, een stijging van 69 (2,4%).

## Geografie
Volgens het United States Census Bureau beslaat de plaats een oppervlakte van
3,7 km², geheel bestaande uit land. Bowling Green ligt op ongeveer 36 m boven zeeniveau.

## Plaatsen in de nabije omgeving
De onderstaande figuur toont nabijgelegen plaatsen in een straal van 32 km rond Bowling Green.